# Будучност (Бановичі)
Футбольний клуб Будучност (Бановичі) або просто Будучност (серб. Фудбалски клуб Будућност Бановићи) — професійний боснійський футбольний клуб із міста Бановичі.
В перекладі з боснійської Budućnost означає майбутнє, що символізує надію мешканців міста на краще майбутнє в той час коли було засновано клуб, в 1947 році.
Команда проводить матчі на «Міському стадіоні», який може вмістити 8 500 уболівальників. Клубні кольори — темно-зелений та чорний.
Зараз ФК «Будучност» (Бановичі) є членом Футбольної асоціації Боснії і Герцеговини. ФК «Будучност» виступає в Першій лізі ФБіХ, другому за силою футбольному дивізіоні національного чемпіонату.

## Досягнення
- Прем'єр-ліга Боснії і Герцеговини:
  - Срібний призер: 1999/00

- Перша ліга ФБіХ
  - Чемпіон: 2004, 2010

## Виступи в єврокубках
| Сезон   | Змагання   | Раунд |       | Клуб          | Вдома | На виїзді |
| ------- | ---------- | ----- | ----- | ------------- | ----- | --------- |
| 2000/01 | Кубок УЄФА | Квал. | Чехія | ФК «Дрновіце» | 0-1   | 0-3       |

## Відомі тренери
- Ризах Мешкович
- Смаїл Карич
- Фуад Грбешич
- Муневер Ризвич